# Endtroducing.....
Az Endtroducing….. DJ Shadow első lemeze, 1996-ból.
A lemez különleges abban a tekintetben, hogy teljes anyagát TV, rádió interjúk, zenék és más hanganyagmintákból (sampling) vágta össze a szerző. Világszerte nagy sikert aratott, és szerepel az 1001 lemez, amit hallanod kell, mielőtt meghalsz című könyvben. 2020-ban Minden idők 500 legjobb albuma listán 329. helyen szerepelt.

## Az album dalai
|     | Cím                                                                    | Hossz |
| --- | ---------------------------------------------------------------------- | ----- |
| 1.  | Best Foot Forward                                                      | 0:48  |
| 2.  | Building Steam With a Grain of Salt                                    | 6:41  |
| 3.  | The Number Song                                                        | 4:38  |
| 4.  | Changeling/Transmission 1                                              | 7:51  |
| 5.  | What Does Your Soul Look Like, Part 4                                  | 5:08  |
| 6.  | Untitled                                                               | 0:24  |
| 7.  | Stem/Long Stem/Transmission 2                                          | 9:22  |
| 8.  | Mutual Slump                                                           | 4:03  |
| 9.  | Organ Donor                                                            | 1:57  |
| 10. | Why Hip Hop Sucks in '96                                               | 0:41  |
| 11. | Midnight in a Perfect World                                            | 5:02  |
| 12. | Napalm Brain/Scatter Brain                                             | 9:23  |
| 13. | What Does Your Soul Look Like, Part 1: Blue Sky Revisit/Transmission 3 | 7:28  |

## Közreműködők
- Josh Davis (DJ Shadow) – producer, keverés, hangmérnök
- Lyrics Born – ének (6., cím nélküli szám és a Why Hip-Hop Sucks in '96)
- Gift of Gab – ének a Midnight in a Perfect World-ön